# GFRA3
GFRA3 (англ. GDNF family receptor alpha 3) – білок, який кодується однойменним геном, розташованим у людей на короткому плечі 5-ї хромосоми.  Довжина поліпептидного ланцюга білка становить 400 амінокислот, а молекулярна маса — 44 511.
| 10         |  | 20         |  | 30         |  | 40         |  | 50         |
| ---------- |  | ---------- |  | ---------- |  | ---------- |  | ---------- |
| MVRPLNPRPL |  | PPVVLMLLLL |  | LPPSPLPLAA |  | GDPLPTESRL |  | MNSCLQARRK |
| CQADPTCSAA |  | YHHLDSCTSS |  | ISTPLPSEEP |  | SVPADCLEAA |  | QQLRNSSLIG |
| CMCHRRMKNQ |  | VACLDIYWTV |  | HRARSLGNYE |  | LDVSPYEDTV |  | TSKPWKMNLS |
| KLNMLKPDSD |  | LCLKFAMLCT |  | LNDKCDRLRK |  | AYGEACSGPH |  | CQRHVCLRQL |
| LTFFEKAAEP |  | HAQGLLLCPC |  | APNDRGCGER |  | RRNTIAPNCA |  | LPPVAPNCLE |
| LRRLCFSDPL |  | CRSRLVDFQT |  | HCHPMDILGT |  | CATEQSRCLR |  | AYLGLIGTAM |
| TPNFVSNVNT |  | SVALSCTCRG |  | SGNLQEECEM |  | LEGFFSHNPC |  | LTEAIAAKMR |
| FHSQLFSQDW |  | PHPTFAVMAH |  | QNENPAVRPQ |  | PWVPSLFSCT |  | LPLILLLSLW |
|            |  |            |  |            |  |            |  |            |

A: Аланін

C: Цистеїн

D: Аспарагінова кислота

E: Глутамінова кислота

F: Фенілаланін

G: Гліцин

H: Гістидин

I: Ізолейцин

K: Лізин

L: Лейцин

M: Метіонін

N: Аспарагін

P: Пролін

Q: Глутамін

R: Аргінін

S: Серин

T: Треонін

V: Валін

W: Триптофан

Кодований геном білок за функцією належить до рецепторів. 
Задіяний у такому біологічному процесі як альтернативний сплайсинг. 
Локалізований у клітинній мембрані, мембрані.